# Ashtone Morgan
Ashtone Wayne Henry Morgan (Toronto, 9 febbraio 1991) è un ex calciatore canadese, di ruolo difensore.

## Carriera
Dal 2011 al 2019 gioca in MLS con il Toronto FC con cui colleziona complessivamente 168 presenze condite da tre reti. Il 21 gennaio 2020, dopo nove stagioni in Canada, viene annunciato l'ingaggio da parte del Real Salt Lake. Al momento dell'ingaggio però il club non disponeva di uno slot per calciatori stranieri perciò, anche a causa della pandemia e dei rallentamenti per ottenere la cittadinanza statunitense, il calciatore rimane senza giocare per tutta la stagione 2020. Il 16 maggio 2021 esordisce con il RSL durante la 5ª giornata di campionato, disputata contro Nashville, subentrando a partita in corso e giocando gli ultimi quattordici minuti di gioco.
Il 6 dicembre 2021 viene annunciato dal club che il contratto del calciatore canadese non verrà prolungato, rimanendo svincolato a partire dal primo gennaio 2022.
Il 2 febbraio 2022 viene ingaggiato dal Forge.

### Nazionale
Con il Canada ha disputato 18 partite tra il 2011 ed il 2020, venendo convocato per tre edizioni della Gold Cup (2013, 2015 e 2019).

## Statistiche

### Presenze e reti nei club
Statistiche aggiornate all'11 giugno 2023.
| Stagione              | Squadra               | Campionato            | Campionato | Campionato | Coppe nazionali | Coppe nazionali | Coppe nazionali | Coppe continentali | Coppe continentali | Coppe continentali | Altre coppe | Altre coppe | Altre coppe | Totale | Totale |
| Stagione              | Squadra               | Comp                  | Pres       | Reti       | Comp            | Pres            | Reti            | Comp               | Pres               | Reti               | Comp        | Pres        | Reti        | Pres   | Reti   |
| --------------------- | --------------------- | --------------------- | ---------- | ---------- | --------------- | --------------- | --------------- | ------------------ | ------------------ | ------------------ | ----------- | ----------- | ----------- | ------ | ------ |
| 2011                  | Toronto FC            | MLS                   | 14         | 0          | -               | -               | -               | CCL                | 1                  | 0                  | -           | -           | -           | 15     | 0      |
| 2012                  | Toronto FC            | MLS                   | 30         | 0          | CC              | 4               | 0               | CCL                | 12                 | 0                  | -           | -           | -           | 46     | 0      |
| 2013                  | Toronto FC            | MLS                   | 22         | 0          | CC              | 2               | 0               | CCL                | 4                  | 0                  | -           | -           | -           | 28     | 0      |
| 2014                  | Toronto FC            | MLS                   | 3          | 0          | CC              | 2               | 0               | -                  | -                  | -                  | -           | -           | -           | 5      | 0      |
| 2015                  | Toronto FC            | MLS                   | 19         | 0          | CC              | 1               | 0               | -                  | -                  | -                  | -           | -           | -           | 20     | 0      |
| 2016                  | Toronto FC            | MLS                   | 7          | 0          | CC              | 2               | 0               | -                  | -                  | -                  | -           | -           | -           | 9      | 0      |
| 2017                  | Toronto FC            | MLS                   | 5          | 1          | CC              | 1               | 0               |                    | -                  | -                  |             | -           | -           | 6      | 1      |
| 2018                  | Toronto FC            | MLS                   | 18         | 0          | CC              | 4               | 0               | CCL                | 4                  | 1                  | -           | -           | -           | 26     | 1      |
| 2019                  | Toronto FC            | MLS                   | 9          | 1          | CC              | 3               | 0               | CCL                | 1                  | 0                  | -           | -           | -           | 13     | 1      |
| Totale Toronto        | Totale Toronto        | Totale Toronto        | 127        | 2          |                 | 19              | 0               |                    | 22                 | 1                  |             | -           | -           | 168    | 3      |
| 2020                  | Real Salt Lake        | MLS                   | -          | -          |                 | -               | -               | -                  | -                  | -                  | -           | -           | -           | -      | -      |
| 2021                  | Real Salt Lake        | MLS                   | 9          | 0          |                 | -               | -               | -                  | -                  | -                  | -           | -           | -           | 9      | 0      |
| Totale Real Salt Lake | Totale Real Salt Lake | Totale Real Salt Lake | 9          | 0          |                 | -               | -               |                    | -                  | -                  |             | -           | -           | 9      | 0      |
| 2022                  | Forge                 | CPL                   | 20+3       | 1          | CC              | 1               | 0               | CCL                | 2                  | 0                  | -           | -           | -           | 26     | 1      |
| 2023                  | Forge                 | CPL                   | 11         | 0          | CC              | 3               | 0               |                    | -                  | -                  | -           | -           | -           | 14     | 0      |
| Totale Forge          | Totale Forge          | Totale Forge          | 34         | 1          |                 | 4               | 0               |                    | 2                  | 0                  |             | -           | -           | 40     | 1      |
| Totale carriera       | Totale carriera       | Totale carriera       | 170        | 3          |                 | 23              | 0               |                    | 24                 | 1                  |             |             |             | 317    | 4      |

### Cronologia presenze e reti in nazionale
| Cronologia completa delle presenze e delle reti in nazionale ― Canada | Cronologia completa delle presenze e delle reti in nazionale ― Canada | Cronologia completa delle presenze e delle reti in nazionale ― Canada | Cronologia completa delle presenze e delle reti in nazionale ― Canada | Cronologia completa delle presenze e delle reti in nazionale ― Canada | Cronologia completa delle presenze e delle reti in nazionale ― Canada | Cronologia completa delle presenze e delle reti in nazionale ― Canada | Cronologia completa delle presenze e delle reti in nazionale ― Canada |
| Data                                                                  | Città                                                                 | In casa                                                               | Risultato                                                             | Ospiti                                                                | Competizione                                                          | Reti                                                                  | Note                                                                  |
| --------------------------------------------------------------------- | --------------------------------------------------------------------- | --------------------------------------------------------------------- | --------------------------------------------------------------------- | --------------------------------------------------------------------- | --------------------------------------------------------------------- | --------------------------------------------------------------------- | --------------------------------------------------------------------- |
| 8-10-2011                                                             | Gros Islet                                                            | Saint Lucia                                                           | 0 – 7                                                                 | Canada                                                                | Qual. Mondiali 2014                                                   | -                                                                     | 71’                                                                   |
| 16-11-2011                                                            | Toronto                                                               | Canada                                                                | 4 – 0                                                                 | Saint Kitts e Nevis                                                   | Qual. Mondiali 2014                                                   | -                                                                     | 71’                                                                   |
| 26-1-2013                                                             | Tucson                                                                | Canada                                                                | 0 – 4                                                                 | Danimarca                                                             | Amichevole                                                            | -                                                                     |                                                                       |
| 29-1-2013                                                             | Houston                                                               | Stati Uniti                                                           | 0 – 0                                                                 | Canada                                                                | Amichevole                                                            | -                                                                     | 78’                                                                   |
| 25-3-2013                                                             | Doha                                                                  | Bielorussia                                                           | 2 – 0                                                                 | Canada                                                                | Amichevole                                                            | -                                                                     | 79’                                                                   |
| 28-5-2013                                                             | Edmonton                                                              | Canada                                                                | 0 – 1                                                                 | Costa Rica                                                            | Amichevole                                                            | -                                                                     |                                                                       |
| 14-7-2013                                                             | Denver                                                                | Panama                                                                | 0 – 0                                                                 | Canada                                                                | Gold Cup 2013 - 1º turno                                              | -                                                                     |                                                                       |
| 8-9-2013                                                              | Oliva                                                                 | Canada                                                                | 0 – 0                                                                 | Mauritania                                                            | Amichevole                                                            | -                                                                     | 71’                                                                   |
| 15-10-2013                                                            | Londra                                                                | Canada                                                                | 0 – 3                                                                 | Australia                                                             | Amichevole                                                            | -                                                                     | 55’                                                                   |
| 15-11-2013                                                            | Olomouc                                                               | Rep. Ceca                                                             | 2 – 0                                                                 | Canada                                                                | Amichevole                                                            | -                                                                     | 61’                                                                   |
| 19-11-2013                                                            | Celje                                                                 | Slovenia                                                              | 1 – 0                                                                 | Canada                                                                | Amichevole                                                            | -                                                                     | 46’                                                                   |
| 19-1-2015                                                             | Orlando                                                               | Canada                                                                | 1 – 1                                                                 | Islanda                                                               | Amichevole                                                            | -                                                                     | 76’ 80’                                                               |
| 17-6-2015                                                             | Toronto                                                               | Canada                                                                | 4 – 0                                                                 | Dominica                                                              | Qual. Mondiali 2018                                                   | -                                                                     |                                                                       |
| 24-3-2018                                                             | San Pedro del Pinatar                                                 | Canada                                                                | 1 – 0                                                                 | Nuova Zelanda                                                         | Amichevole                                                            | -                                                                     | 59’                                                                   |
| 23-6-2019                                                             | Charlotte                                                             | Canada                                                                | 7 – 0                                                                 | Cuba                                                                  | Gold Cup 2019 - 1º turno                                              | -                                                                     | 61’                                                                   |
| 29-6-2019                                                             | Houston                                                               | Haiti                                                                 | 3 – 2                                                                 | Canada                                                                | Gold Cup 2019 - Quarti di finale                                      | -                                                                     | 79’                                                                   |
| 10-1-2020                                                             | Irvine                                                                | Barbados                                                              | 1 – 4                                                                 | Canada                                                                | Amichevole                                                            | -                                                                     | 65’                                                                   |
| 16-1-2020                                                             | Irvine                                                                | Canada                                                                | 0 – 1                                                                 | Islanda                                                               | Amichevole                                                            | -                                                                     | 80’                                                                   |
| Totale                                                                |                                                                       | Presenze                                                              | 18                                                                    |                                                                       | Reti                                                                  | 0                                                                     |                                                                       |

## Palmarès

### Club

#### Competizioni nazionali
- Canadian Championship: 3

Toronto: 2012, 2016, 2017
- MLS Supporters' Shield: 1

Toronto: 2017
- Campionato MLS: 1

2017